# 28 cm SKC/28
28 cm SKC/28 е корабно артилерийско оръдие калибър 283 mm, разработено и произвеждано в Германия. Състои на въоръжение в Кригсмарине. Разработено за и поставяно на тежките крайцери от типа „Дойчланд“. Използва се във Втората световна война. Усъвършенстваната версия на това оръдие, известна под марката 28 cm SKC/34, е въоръжение на линейните кораби от типа „Шарнхорст“.

## История на създаването
Версайския договор от 1919 г. изглежда, че е поставил победената в Първата световна война Германия в ситуацията, когато всякакви нейни опити да възроди военната си мощ се сблъскват със система от забрани. По мнение на държавите-победители, това напълно се отнася и за военноморския флот. В строя на Райхсмарине остават само много стари кораби, нямащи сериозна бойна ценност, а построяването на нови е лимитирано от редица съществени ограничения. Германският флот може да има в своя състав не повече от шест броненосеца, като замяната им е възможна едва след 1922 г. Обаче член 190 от Версайският договор, ограничаващ водоизместимостта на новите кораби до 10 000 тона, не поставя други препятствия, в частност, не е ограничен максималният калибър на оръдията. Счита се, че в рамките на установената водоизместимост така или иначе не може да бъде създаден кораб, който да бъде едновременно мощно въоръжен, добре защитен и бързоходен.
Обаче дипломатите на държавите-победители не успяват да предвидят последващия ход на събитията. През 1922 г. е подписан Вашингтонския морски договор, който въвежда мораториум за строителството на линейни кораби, а характеристиките на крайцерите се ограничават по водоизместимост и калибър на оръдията – 10 000 тона стандартна водоизместимост и 203-мм оръдия. Германия не участва в това съглашение и така получава възможност да построи 10 000-тонни кораби, въоръжени по-мощно, отколкото крайцерите на техните противници.
Разработката на новите кораби стартира през 1921 г. и води до появата на два основни проекта. По първия от тях се предполага създаването на броненосец за брегова отбрана, въоръжен с 380-мм оръдия. Според втория, става дума за построяването на тежък крайцер с 210-мм оръдия. В двата случая конструкторите се ориентират към оръдия, които са налични, тъй като основните заводи на концерна „Круп“ се намират в Рур, в зоната на френската окупация, и не могат да дадат на флота нови голямокалибрени оръдия.
И двата проекта, в крайна сметка, са отхвърлени. Военнополитическото ръководство на Германия не желае да ограничава своите морски амбиции със защитата на крайбрежието на страната, а проектът за тежкия крайцер, независимо от своите достойни характеристики, не е нещо само по себе си уникално. Към 1924 г. работите влизат в задънена улица. Обаче в края на 1924 г. командващ Райхсмарине става адмирал Ханс Ценкер, който предлага съвършено нов подход. Идеята му се заключава в подбор на характеристики, които да позволят на проектираните кораби да надбягат съществуващите линкори на противника, уверено да се справят с тежките крайцери, въоръжени с 203-мм оръдия, а в случай на необходимост, да влизат в бой с френските „додредноути“ от типа „Дантон“, появяването на които в Балтика се смята за доста вероятно.
През юли 1925 г. Франция извежда своите войски от района на Рур и вече „Круп“ може да осигури доставката на нови оръдия. Първоначално морските офицери настояват за използването на оръдия калибър 305 мм, но след това е решено да се понижи калибъра и за сметка на това да се увеличи скоростта на кораба. Така, за новата бойна единица са избрани 283-мм оръдия. Проектът I/M/26 е подготвен през 1926 г. и през март 1927 г. е избран за детайлна разработка. На 11 юни 1927 г. Х. Ценкер официално обявява за предстоящото строителство на кораба с шест 283-мм оръдия, който по политически причини е наречен „броненосец“ (на немски: Panzerschiff), макар към броненосците-додредноути той да няма никакво отношение. Проектът получава поддръжка и от страна на адмирал Ерих Редер, застъпник на теорията на „крайцерската война“, който става през 1928 г. новият главнокомандващ на Райхсмарине.
В годините на Първата световна война германският императорски флот използва 280-мм/50 оръдия, които са въоръжение на линейните крайцери от типовете „Молтке“ и „Зайдлиц“. Тези оръдия имат много добри балистични характеристики, но ръководството на Райхсмарине избира разработването на нов модел.

## Конструкция на оръдието
Конструкцията на оръдието SKC/28 е типична за германската артилерийска промишленост. Стволът се състои от вътрешна тръба, сменяем лайнер, заменяем от казенната част, и кожух, състоящ се от две части. Теглото на ствола е 13 800 кг, на лайнера – 5650. Дължината на ствола съставлява 52,35 калибра, а без затвора – 49,1 калибра. В ствола има 80 нареза с прогресивна стъпка, от 1:50 до 1:35, с дълбочина 3,3 мм. Казенникът се завива в горещо състояние в задната част на кожуха. Затворът е клинов, хоризонтално-плъзгащ се тип, което е не съвсем обичайно за оръдия с такъв калибър и се обяснява с използването на гилзовото зареждане. Зареждането се осъществява при фиксиран ъгъл 2°, теоретичната скорострелност се равнява на един изстрел за 17 секунди. Формално максималната скорострелност се смята за три изстрела в минута, на практика не надвишава два изстрела в минута. Живучестта на ствола е 340 изстрела с пълен заряд, което е добър показател за артсистема с такива балистични характеристики.
За оръдията са разработени снаряди от три типа: бронебоен, с дънен взривател Bdz.38; полубронебоен или фугасен със забавено действие, също снабден с взривателя Bdz.38; фугасен, носещ челен взривател с моментно действие Kz.37. Теглото на всички снаряди е еднакво, но полубронебойният и фугасният са по-дълги, тъй като имат по-голям размер на камерата. В качеството на взривно вещество в снарядите първоначално се използва тротил, по-късно преминават към използването на хексоген.
| Бронебоен Pz.Gr. L/3,7          | 300 | 300 | 105 | 7,84  | 2,6  |
| Полубронебоен Spr.Gr. L/4,2 Bdz | 300 | 300 | 119 | 16,94 | 5,65 |
| Фугасен Spr.Gr. L/4,2 Kz        | 300 | 300 | 119 | 23,3  | 7,8  |

Такъв избор на боеприпаси дава на артилеристите на „джобните линкори“ възможност да обстрелват цели от всеки тип с най-ефективните снаряди. При това има определени трудности с правилния подбор на тяхното съотношение в боекомплекта, за това обичайно на корабите има еднакъв брой снаряди от всеки тип. Всичко, на всеки ствол, има по 105 – 120 снаряда. Метателните заряди за всички типове снаряди са еднакви и се състоят от две части – основен заряд, с тегло 71 кг, в месингова гилза, а също и допълнителен преден, с тегло 36 кг, в копринен картуз. В зарядите се използва барут марка RPC/38. Неговият състав е: 69,45% – нитроцелулоза; 25,3% – диетилен-гликол-динитрат; 5% – централит (дифенил-диетил-карбамид); 0,15% – магнезиев оксид; 0,1% – графит.

## Конструкция на установкитеDrh LC/28
Куполната артилерийска установка Drh LC/28 е разработена специално за корабите от типа „Дойчланд“.